# Kurəcay
Kurəcay è un comune dell'Azerbaigian situato nel distretto di Goranboy. Conta una popolazione di 504 abitanti.